# TVTOP España
TVTOP España es un servicio de estadísticas del streaming que tiene lugar en las principales plataformas de vídeo de Internet de la actualidad. Se centra fundamentalmente en España, pero también facilita información de otras transmisiones hispanas destacadas. 

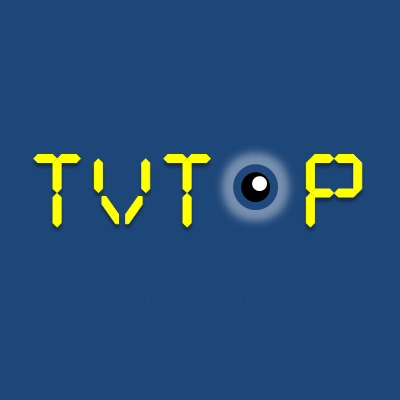
Logo TVTOP España

Se ofrece desde el Principado de Asturias y todos los datos se publican a través de su cuenta oficial de la red social Twitter.

## Contenido
El servicio captura en tiempo real datos de las transmisiones, y, cuando finalizan, publica de forma automática estadísticas de las mismas. Entre ellas: promedio de espectadores que las vio, audiencia máxima o gráficas minuto a minuto con la evolución de los espectadores. Además de esto, también ofrece de forma regular distintos tipos de ranking con las más vistas; desde rankings diarios, que de forma periódica recoge el portal Movistar eSports a través de su página web, como mensuales o anuales. 
La información anterior se complementa con otros datos y estadísticas de los acontecimientos de actualidad más relevantes del día a día del mundo del streaming hispano.
Actualmente su cobertura abarca las siguientes plataformas: YouTube y Twitch. Y, parcialmente, también: Kick, TikTok y Trovo Live.

## Historia
Aunque su popularidad empezó a aumentar a principios del año 2020, coincidiendo con el inicio de la pandemia de COVID-19 y el auge de las plataformas de streaming, su origen data de un par de años más atrás, en el 2018. En sus inicios, el servicio estaba orientado a programas televisivos de telerrealidad que tenían su continuidad en YouTube a través de transmisiones 24/7, como era el caso de Operación Triunfo o Gran Hermano.
Poco a poco, comenzó a incorporar otros contenidos, también relacionados con rostros populares del mundo de la televisión en España, como Josep Pedrerol o Iker Jiménez, que por aquel entonces también estaban empezando a realizar emisiones en directo en YouTube. Y a estos ya le siguieron contenidos más alejados de la televisión, de grandes streamers independientes. Primero solo de YouTube y más adelante también de Twitch. En estos momentos, el servicio cubre ambas vertientes: la televisiva con continuidad en Internet y la de los grandes streamers hispanos (Auronplay, Ibai Llanos, Rubius, etc.).
Un hecho que marcó un antes y un después en su historia fue el aparecer en el popular videoclip musical de Ibai Llanos, El cuarteto de Ibai, que cuenta con millones de visualizaciones en YouTube.
Los datos de TVTOP España son utilizados por numerosos medios digitales ampliamente reconocidos, desde prensa nacional hasta internacional. Y es habitual encontrarlos acompañando a artículos donde se destacan las cifras que se alcanzan en grandes eventos del streaming. Las campanadas de fin de año, el debut de Leo Messi con el PSG, La Velada del Año o la Kings League son ejemplos de ello.
En el año 2023 se convirtió en partner oficial de los Premios Esland, siendo utilizadas sus estadísticas para la elección de los nominados de las diferentes categorías profesionales de estos premios en su edición de 2024 (3ª edición). 